# 막사

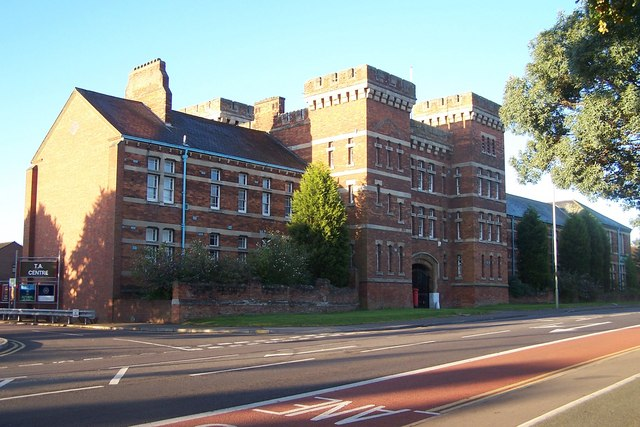
잉글랜드 켐프스턴의 켐프스턴 배럭스

막사(幕舍) 또는 병영(兵營)은 군인들이 머물 수 있도록 지은 건물이다.